# Флаг Советска (Кировская область)
Флаг муниципального образования Сове́тское городское поселение Советского района Кировской области Российской Федерации — опознавательно-правовой знак, служащий официальным символом муниципального образования.
До 17 марта 2009 года городское поселение имело полное наименование: муниципальное образование «Советское городское поселение» Кировской области, сокращённое наименование: город Советск.
После 17 марта 2009 года городское поселение имеет полное наименование: муниципальное образование Советское городское поселение Советского района Кировской области, сокращённое наименование: город Советск.
Флаг утверждён 31 января 2001 года и внесён в Государственный геральдический регистр Российской Федерации с присвоением регистрационного номера 724.

## Описание
«Флаг города Советска представляет собой прямоугольное синее полотнище с отношением ширины к длине 2:3, воспроизводящее композицию гербового щита».
Геральдическое описание герба гласит: «В лазоревом (голубом, синем) щите серебряный вилообразный крест с узкими верхними плечами, сопровождаемый во главе золотым ковшом, положенным косвенно слева, из которого льётся серебряная вода, соединяющаяся с крестом, а в оконечности двумя противостоящими лазоревыми птицами с хохолками и распущенными цветоподобными хвостами тонко окаймлёнными и украшенными серебром».

## Обоснование символики
Флаг города разработан на основе герба города Советска, прошедшего геральдическую экспертизу в государственном геральдическом совете.
Из золотого ковша льётся извилистая серебряная река, сходящаяся в центре голубого щита с тремя серебряными реками, образующими вилообразный крест, внизу две серебряные кружевные птицы смотрящие друг на друга.
В основу флага взято расположение города на слиянии четырёх рек: Вятки, Пижмы, Немды и Кукарки. Кукарка на местном наречии означает ковш, аллегорически отображённый на флаге и отражающий таким образом название посёлка Кукарка до его переименования в город Советск.
Историческое и современное развитие города связано с кружевоплетением (школа кружевниц с 1893 года), которое символизируют две птицы, вышитые характерным рисунком.
Голубой цвет — символ чести, славы, преданности, истины, красоты, добродетели и чистого неба.
Белый цвет (серебро) — символ простоты, совершенства, мудрости, благородства, мира, взаимосотрудничества.
Жёлтый цвет (золото) — символ прочности, богатства, величия, интеллекта и прозрения.